# 叶林 (1912年)
叶林（1912年12月—2010年7月14日），男，江苏淮安人，中华人民共和国政治人物。

## 生平
肄业于同济大学，后抵达延安，曾任八路军延安留守兵团政治部科长、中共湘东北地委秘书长。第二次国共内战期间，担任东北军区军工部办事处政委、东北人民政府交通部部长、中朝联合运输司令部副司令员（志愿军铁道司令部副司令员）。1957年，担任国家经委副主任。1966年，改任清华大学工作组组长，文化大革命期间受到迫害。1977年，起用任北京市革委会副主任、市经委主任，北京市副市长。2010年去世。